# ذخیره‌گاه طبیعی دماغه مارتیان
ذخیره‌گاه طبیعی دماغه مارتیان (انگلیسی: Cape Martian Reserve) یک پارک و ذخیره‌گاه طبیعی در جمهوری کریمه کشور اوکراین است.